# Паулин (консул 277 года)
Паули́н (лат. Paulinus) — римский государственный деятель второй половины III века.

## Биография
Известно, что Паулин занимал должность ординарного консула вместе с императором Пробом в 277 году. Никаких сведений о его жизни и карьере не сохранилось. Возможно отождествление Паулина с Луцием Юлием Паулином, проконсулом Африки 283 года.